# Oxyrrhexis eurus
Oxyrrhexis eurus är en stekelart som beskrevs av Dmitriy R. Kasparyan 1977. Oxyrrhexis eurus ingår i släktet Oxyrrhexis och familjen brokparasitsteklar. Inga underarter finns listade i Catalogue of Life.